# Gerlinde Aidelsburger
Gerlinde Aidelsburger es una deportista alemana que compitió para la RFA en taekwondo. Ganó una medalla de bronce en el Campeonato Europeo de Taekwondo de 1986 en la categoría de –43 kg.

## Palmarés internacional
| Campeonato Europeo | Campeonato Europeo | Campeonato Europeo | Campeonato Europeo |
| Año                | Lugar              | Medalla            | Categoría          |
| ------------------ | ------------------ | ------------------ | ------------------ |
| 1986               | Seefeld (Austria)  | Medalla de bronce  | –43 kg             |